# Nomada capillata
Nomada capillata är en biart som beskrevs av Mitchell 1962. Nomada capillata ingår i släktet gökbin, och familjen långtungebin. Inga underarter finns listade i Catalogue of Life.